# زبان اشاره افغانستانی
زبان اشاره افغانستانی زبان اشاره‌ای است که توسط ناشنوایان و کم شنوایان در افغانستان استفاده می‌شود.